# Camponotus tejonia
Camponotus tejonia är en myrart som först beskrevs av Buckley 1866.  Camponotus tejonia ingår i släktet hästmyror, och familjen myror. Inga underarter finns listade.